# Ferrari Challenge: Trofeo Pirelli
Ferrari Challenge: Trofeo Pirelli es un videojuego de carreras basado en el 
Ferrari Challenge (desafío Ferrari) y desarrollado por Eutechnyx,  siendo 
distribuido por System 3. Existe para las consolas PlayStation 3, Wii, 
PlayStation 2 y Nintendo DS. El juego incluye 22 modelos de automóviles 
Ferrari, 15 pistas reales, un editor de pintura para los autos y juego en línea.
El protagonista del juego es el Ferrari F430 Challenge, mientras que todos los 
demás modelos deben ser desbloqueados, superando ciertos desafíos que presenta el 
juego.

## Estilo de juego
El manejo es menos arcade y más simulación, algo a medio camino entre Gran Turismo y Need for Speed.
El modo Tutorial ayuda al jugador a acostumbrarse al tipo de control que el 
juego presenta. El jugador tiene que dar dos vueltas en el circuito de Fiorano 
(el autódromo de prueba oficial de Ferrari) manejando un Ferrari F430 Challenge, 
con la voz (en inglés) del conductor profesional Tiff Needell entregando consejos 
para sacarle el máximo provecho al vehículo tanto en rectas como en curvas, 
explicando cuando frenar, acelerar, etc.
En Tutorial se califican especialmente cuatro aspectos de la conducción: control de 
aceleración, uso de frenos, precisión al tomar las curvas (apex), y precisión al 
seguir la línea de carrera.

## Lista de automóviles
- Ferrari 250 Testarossa
- Ferrari 250 GT
- Ferrari 250 GTO
- Ferrari 250 LM
- Ferrari 365 GTB4
- Ferrari 512M
- Ferrari 512S
- Ferrari F40
- Ferrari 348 TB
- Ferrari 348 Challenge
- Ferrari 333 SP
- Ferrari F50
- Ferrari 355 GTB
- Ferrari F355 Challenge
- Ferrari 360
- Ferrari 360 GT
- Ferrari 550M
- Ferrari 550GT
- Ferrari 575M
- Ferrari 575 GTC
- Ferrari F430 Challenge
- Ferrari F430 GT2
- Ferrari FXX

En la versión estadounidense se puede desbloquear el Ferrari 599 GTB Fiorano con un código especial.

## Lista de pistas
En el juego hay quince pistas, pero la de Fiorano solo se 
puede correr en modo Tutorial (solo dos vueltas). Debido a la licencia, solo se 
puede competir en las versiones de las pistas originales del Ferrari Challenge.
- Tutorial
  -  Fiorano
- Ferrari Challenge Italia
  -  Monza
  -  Misano
  -  Monza
  -  Vallelunga
  -  Mugello
  -  Paul Ricard
  - World Finals (Final Mundial) en  Mugello
- Ferrari Challenge Europa
  -  Monza
  -  Misano
  -  Silverstone
  -  Spa-Francorchamps
  -  Paul Ricard
  -  Hockenheimring
  - World Finals (Final Mundial) en  Mugello
- Ferrari Challenge Norte América
  -  Homestead
  -  Infineon
  -  Virginia
  -  Circuit Gilles Villeneuve como Redwood Park
  -  Circuit Mont-Tremblant
  -  Auto Club Speedway como California Speedway
  - World Finals (Final Mundial) en  Mugello

## Contenido descargable
Se han lanzado dos paquetes de contenidos descargables (DLC). Estos contenidos 
incluyen nuevos automóviles y pistas, que están disponibles de manera individual o 
como parte del paquete DLC. Los usuarios de Playstation 3 deben descargar el último 
parche del juego para que el DLC funcione.
El "Paquete 1" - Ferrari Pack contiene un nuevo circuito (pista GP de 
Nürburgring) y cinco ferraris nuevos: Enzo Ferrari, 430 Scuderia, F330 P4, 599 GTB 
Fiorano y 612 Scaglietti Senssanta. El paquete 1 se lanzó el 2009 en la 
PlayStation Network.
El "Paquete 2" contiene otra pista nueva (Circuito callejero Riviera) y cinco 
ferraris nuevos :288 GTO, 365 GTS, F430 Spider, F512M 1994 y el F30 GT. El segundo 
paquete se lanzó el 2010 en la PlayStation Network.